# Jorge Dragone
Nicolás Jorge Dragone (* 12. Februar 1927 in General Villegas; † 31. Mai 2020 in Buenos Aires) war ein argentinischer Bandleader, Tangopianist und –komponist.

## Leben und Wirken
Dragone spielte seit seiner Kindheit Klavier und war Mitglied in einem Tanzorchester. 1943 ging er nach Buenos Aires und wurde dort als Nachfolger von Carlos Figari Mitglied im Trio des Bandoneonisten Antonio Sureda (mit dem Geiger Oscar Valpreda). Er spielte dann in José Garcías Zorros Grises und Edgardo Donatos Orchester und trat 1946 mit seinem ersten eigenen Orchester bei Radio Mitre auf. 1946 schloss er sich der Band Toto Rodríguez’ mit dem Sänger Alberto Marino an. 1950 vertrat er für einige Monate den Pianisten Héctor Grané im Orchester von Pedro Laurenz. Seine nächsten Stationen waren die Orchester Juan Sánchez Gorio und Florindo Sassone.
Von 1954 bis 1960 gehörte er dem Orchester Ángel Condercuris an, das den Sänger Alberto Castillo begleitete. Daneben leitete er ab 1957 ein eigenes Orchester mit dem Sänger Argentino Ledesma. Mit diesem trat er bei den Karnevalsbällen im Club Atlanta  und im Radio auf und nahm seine erste LP auf. Seine erste Japantournee unternahm Dragone 1967 mit dem Quinteto Gloria. Das vom Bandoneonisten José Libertella geleitete Ensemble mit Carmelo Gentiluomo als zweitem Bandoneonisten, dem Geiger Claudio González und dem Kontrabassisten Rafael Ferro begleitete den Sänger Edmundo Rivero und trat in mehreren Theatern des Landes auf. 1983 und 1984 reiste er erneut nach Japan, nun im Trio mit Eduardo Cordobez (Bandoneon) und Juan Carlos Estévez (Kontrabass), mit dem er japanische Sängerinnen begleitete.
1986 nahm er im Auftrag eines japanischen Impresarios 16 Titel in Buenos Aires auf. 1987 folgte seine nächste Japantournee, dieses Mal mit dem Sänger Enrique Dumas, dem von Eduardo Valle geleiteten Cuarteto del Centenario und zwei Tänzerensembles. 1990 kehrte er mit dem von Oscar Bassil geleiteten Orquesta Símbolo «Francisco Canaro» und den Sängern Daniel Cortés und Virginia Luque wiederum nach Japan zurück. Nach deren Abreise blieb er bis 1993 im Land, um ein Orchester für die japanische Sängerin Minami Kohara zusammenzustellen.
Außerdem unternahm Dragone mehrere Tourneen durch Südamerika, u. a. mit Hugo del Carril. In den 1990er Jahren leitete er ein Sextett mit den Bandoneonisten Cacho Giannini und Celso Amato, den Geigern Eduardo und Diego Malaguarnera, dem Kontrabassisten Juan Carlos Estévez und dem Sänger Héctor Omar. Mit diesem trat er 1996–97 in Deutschland und der Schweiz und 1998 in Belgien, den Niederlanden, Norwegen, Österreich und erneut in Deutschland auf. Neben den genannten begleitete er bei Tourneen und Aufnahmen u. a. auch die Sänger Héctor Mauré, Mario Bustos, Alberto Morán, Carlos Dante, Floreal Ruiz und Jorge Valdez.